# Systemální patent

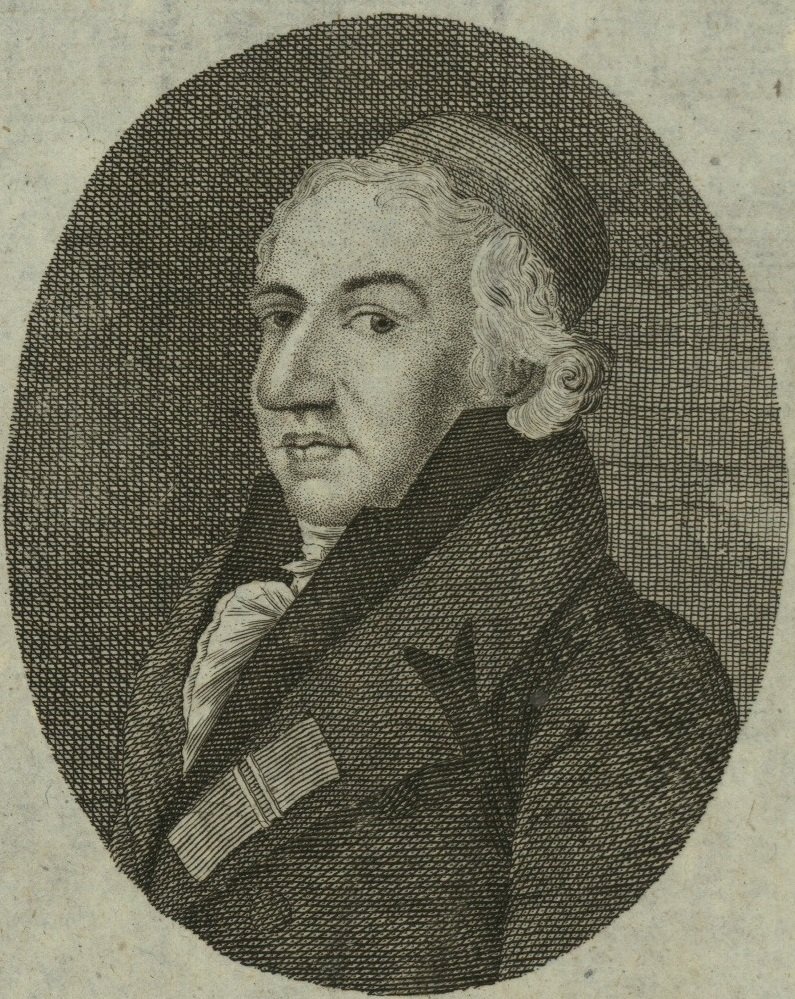
Naftali Herz Homberg, autor textu

Systemální patent (německy Systemalpatent, původním názvem Židovský patent z 3. srpna 1797, německy Das Judenpatent vom 3. August 1797) je listina ze 3. srpna 1797.

## Historie
Autorem textu listiny vydané císařem Františkem I. byl pražský židovský činitel Naftali Herz Homberg. Listina měla platnost pro Království české, která shrnula dosavadní toleranční opatření týkající se židů. 
Text se dělí do 7 kapitol: 1. Náboženství, 2. Výuka, 3. Obecní statuta, 4. Stav obyvatelstva, 5. Způsob obživy, 6. Politické a soudní úřady, 7. Povinnosti vůči státu.